# زرزيتا
زرزيتا قرية سوريّة تتبع إداريّاً لمحافظة حلب منطقة جبل سمعان ناحية دارة عزة، بلغ تعداد سكانها 367 نسمة حسب التعداد السكاني لعام 2004.

## معرض الصور

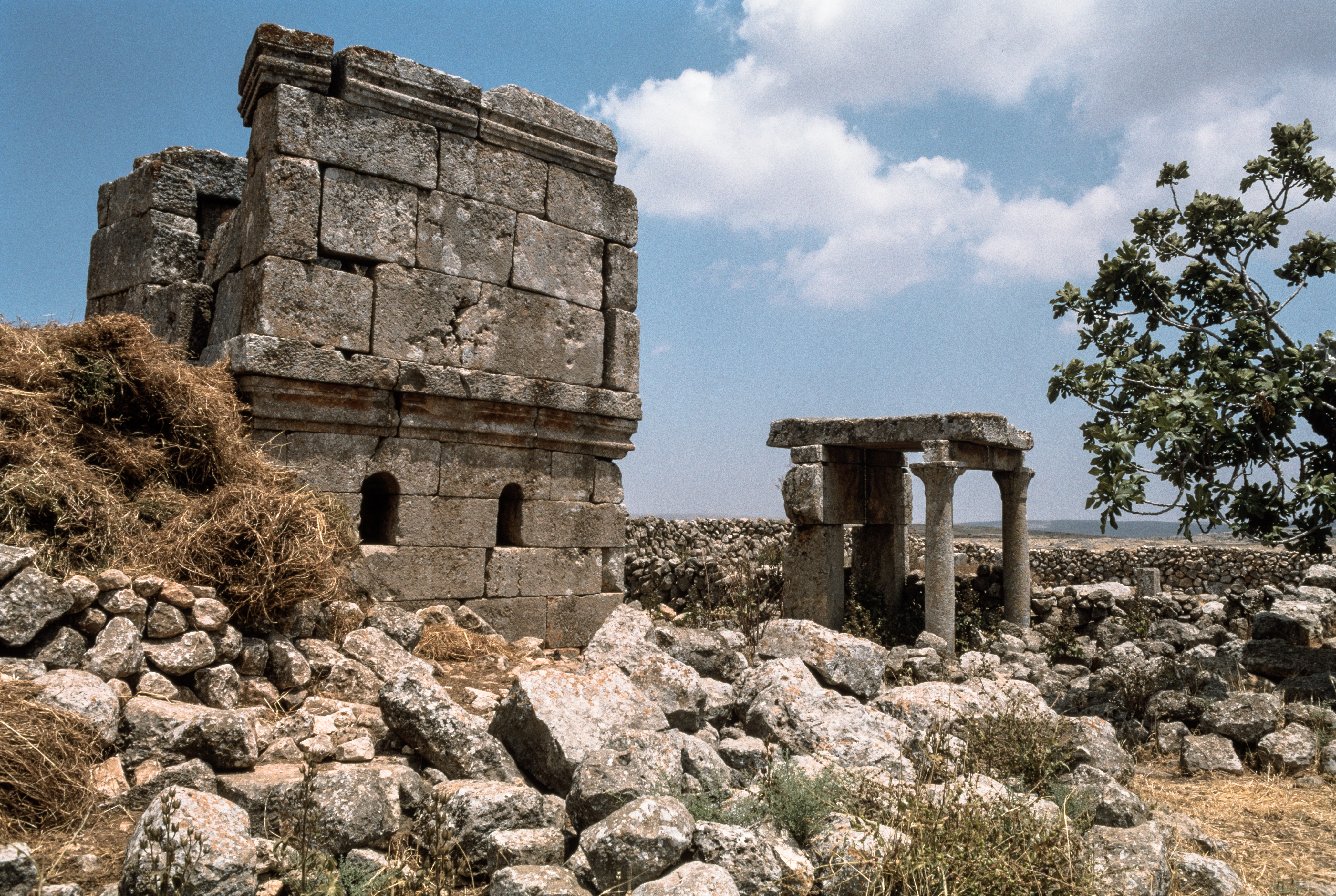
منظر من جهة الجنوب الغربي للبرج والشرفة الأثريين في زرزيتا
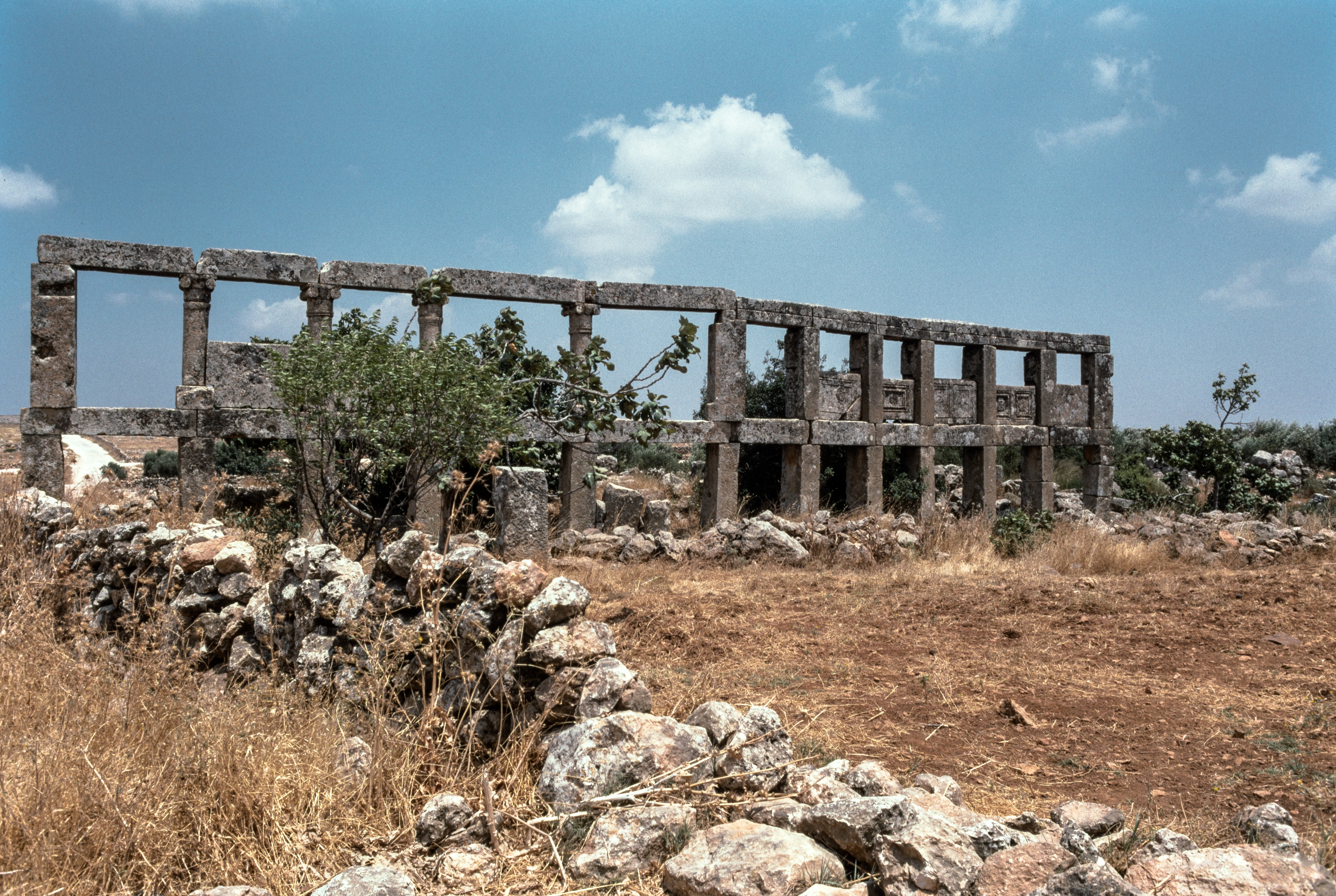
رواق زرزيتا